# Rollerball (film 1975)
Rollerball – amerykański film fabularny z 1975 roku w reżyserii Normana Jewisona. Zdjęcia do filmu nakręcono w Monachium i Pinewood Studios.

## Fabuła
Jest 2018 rok. Na świecie nie ma żadnych wojen i przestępstw. Rządzi nim jednak okrutny sport o nazwie Rollerball, który jest jedyną rozrywką dla ludzi. Dyscypliną, zawierającą brutalne połączenie futbolu amerykańskiego, hokeja oraz motocrossu kieruje szef wielkiej korporacji, Bartholomew. Tak bardzo zależy mu na utrzymaniu tego sportu w szczycie popularności, że usiłuje przywłaszczyć sobie największą gwiazdę Rollerballu, Jonathana E. Misery'ego, który chce być jak najbardziej niezależny. Jednak Bartholomew zrobi wszystko, byleby tylko podporządkować sobie gwiazdora. Zawodnik nie zamierza ułatwiać mu planu. Postanawia walczyć z zaciekłością szefa.

## Obsada

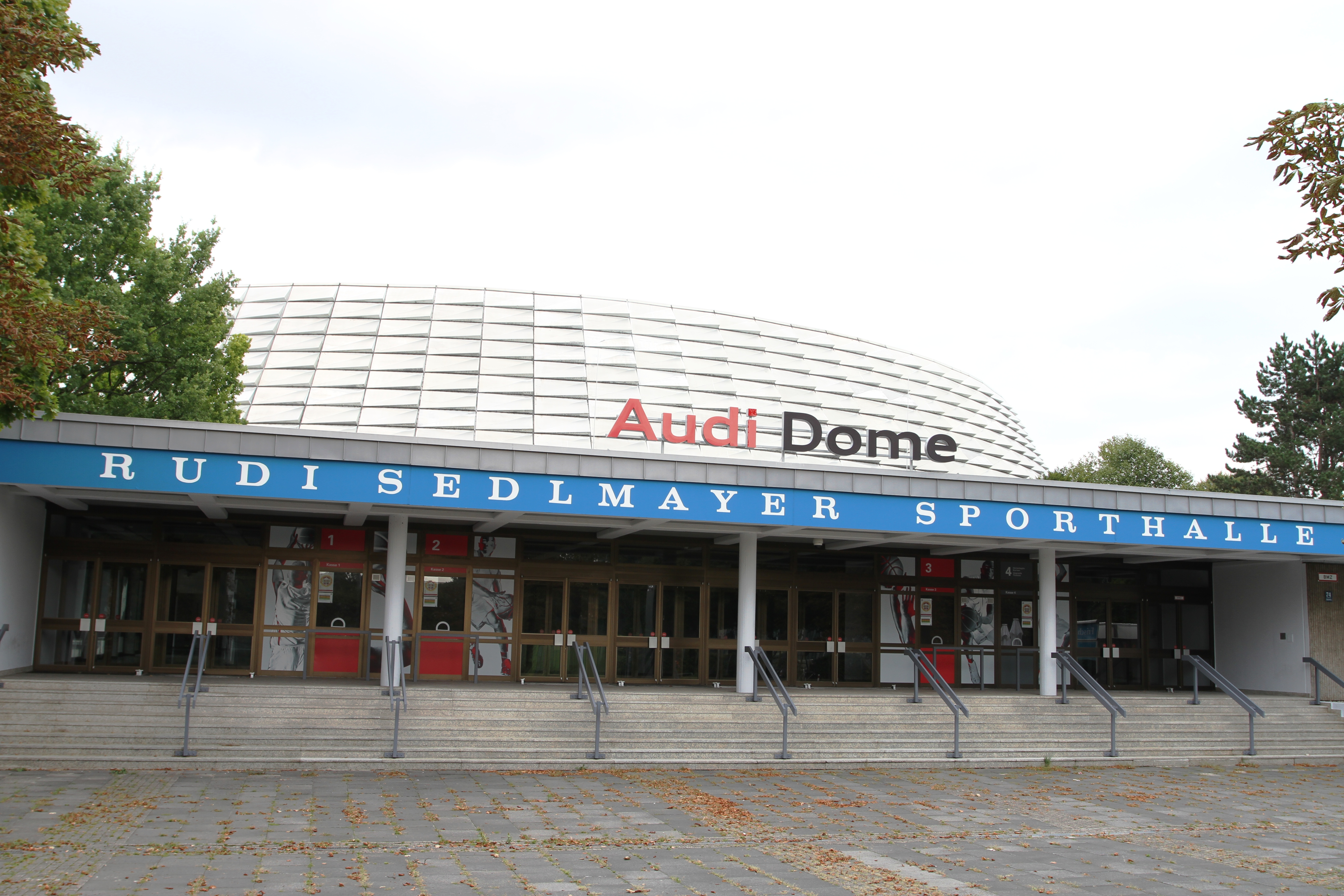
Hala koszykarska Rudi-Sedlmayer-Halle, w której nakręcono sceny meczowe

- John Houseman – Bartholomew
- James Caan – Jonathan E. „Misery”
- Maud Adams – Ella
- Ralph Richardson – bibliotekarz
- Moses Gunn – Cletus
- John Beck – Moonpie
- Pamela Hensley – Mackie

## Nagrody i nominacje
BAFTA 1976:
- wygrana w kategorii Najlepsza scenografia
- nominacja w kategorii Najlepsze zdjęcia
- nominacja w kategorii Najlepszy dźwięk
- nominacja w kategorii Najlepszy montaż

Hugo 1976:
- nominacja w kategorii Najlepsza prezentacja dramatyczna dla Normana Jewisona i Williama Harrisona

Saturny 1976:
Wygrana w kategoriach:
- Najlepsze zdjęcia
- Najlepszy film science-fiction
- Najlepszy aktor dla Jamesa Caana

## Remake
- Rollerball